# Långtjärnen (Ströms socken, Jämtland, 711445-145502)
Långtjärnen är en sjö i Strömsunds kommun i Jämtland och ingår i Ångermanälvens huvudavrinningsområde. Långtjärnen ligger i Gråberget-Hotagsfjällen Natura 2000-område. Vid provfiske har lake och öring fångats i sjön.